# Carex laosensis
Carex laosensis är en halvgräsart som beskrevs av Ernest Nelmes. Carex laosensis ingår i släktet starrar, och familjen halvgräs.
Artens utbredningsområde är Laos. Inga underarter finns listade i Catalogue of Life.